# Gunder Hägg
Gunder Hägg - nascido em 1918, em Albacken, e falecido em 2004, em Löderup – foi um atleta sueco, especialista em corridas de fundo e meio-fundo.
Bateu 16 recordes mundiais nas distâncias 1500 – 5000 m.
Em 1946, foi afastado ”para sempre” das competições atléticas, por ter violado as regras do desporto amador.

## Carreira
Gunder Hägg fez a sua carreira durante o período 1941-1945.